# Jean Degottex

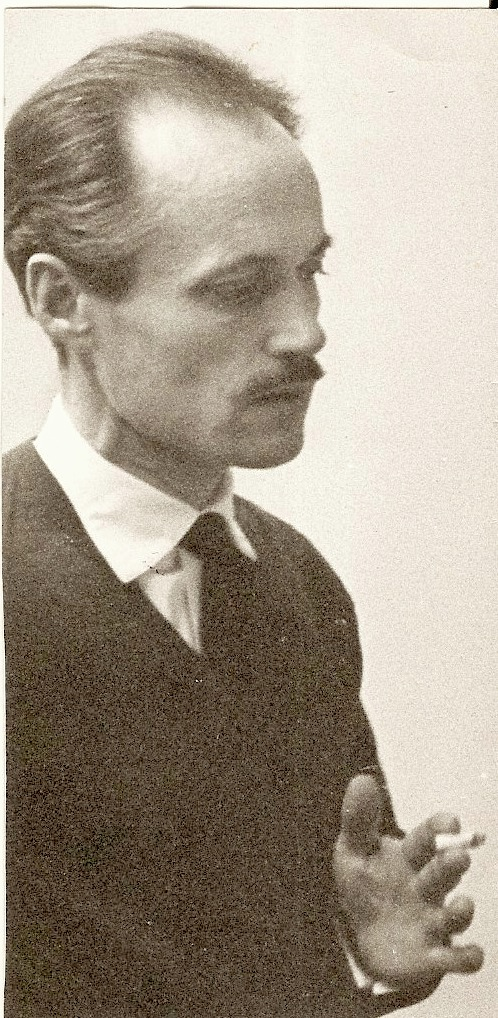
Jean Degottex

 Jean Degottex  (* 25. Februar 1918 in Sathonay-Camp (Rhone), Frankreich; † 9. Dezember 1988 in Paris, Frankreich) war ein französischer Maler. Er gehört zu den bedeutenden Vertretern der Abstrakten Malerei nach dem Zweiten Weltkrieg.
Jean Degottex war als Künstler ein Autodidakt. Er begann, im Alter von 21 Jahren (1939) bei einem längeren Aufenthalt in Nordafrika zu malen. Er wohnte von 1938 bis 1941 in Tunis. Seine ersten Bilder sind fahlrote Landschaften im Stil des Fauvismus. Er gab diese Richtung relativ schnell auf und widmete sich ganz der abstrakten Malerei.
Im Jahr 1951 wurde er mit dem Prix Kandinsky ausgezeichnet. Im Jahre 1952 stellte er in der Galerie Maeght in Paris aus. Bereits seine zweite Einzelausstellung wurde öffentlich sehr beachtet, sie wurde von André Breton eröffnet. Jean Degottex gilt als einer der Pioniere der Lyrischen Abstraktion und des Action Painting. Ab 1953 stellte er in der Ausstellung: „Younger European Painters“ des Solomon R. Guggenheim Museums aus, seine Kunst hatte in New York City enorme Ausstrahlung und Einfluss auf die jungen Maler der New York School. Im Jahr 1959 ist Degottex Teilnehmer der documenta 2 in Kassel.
In seiner Kunst verwendete Degottex oft asiatische Materialien, wie chinesische Tusche und Chinapapier bzw. Xuan-Papier sowie moderne neben traditionellen Materialien wie Klebstoff und Acryl zusammen. Er kombinierte westlichen Stilrichtungen mit den Gesten und dem Pinselstrich der Kalligrafie. Ende der 1960er Jahre malte er seine berühmten „Métasphères“, wo er auf monochromen Malereien einen vollkommenen Kreis als Symbol von Universalität zog.
Jean Degottex lebte und arbeitete über dreißig Jahre in Gordes in der Provence, weil, wie er sagte „das dortige blaue Licht“ so sehr zu seiner Kunst passe.

## Werke in Museen und Sammlungen
- The Solomon R. Guggenheim Museum, New York, USA
- The Minneapolis Institute of Arts, USA
- Königliche Museen der Schönen Künste, Brüssel
- Musée des Beaux-Arts de Liège, Lüttich
- Museum des 20. Jahrhunderts, Wien
- Pinacothàque de GutaÔ, Osaka, Japan
- Musée National de Bezalel, Jerusalem, Israel
- Collection Peter Stuyvesant, Amsterdam
- Musée National d’Art Moderne, Centre Georges Pompidou, Paris
- Musée de Peinture et de Sculpture de Grenoble
- Musée Cantini, Marseille
- Malmö Konsthall, Schweden
- Musée d’Art Moderne de la ville de Paris
- Musée de Dijon
- Cabinet d’Art Graphique, Centre Georges Pompidou, Paris
- Régie Renault, Recherches Art et Industrie
- Fonds National d’Art Contemporain, Paris
- Musée de Toulon
- The Ohara Museum of Art, Tokio
- Fondation A. Maeght, Saint-Paul-de-Vence
- Musée d’Évreux
- Fonds Régional d’Art Contemporain de Bretagne
- Musée de Dunkerque
- Fonds Régional d’Art Contemporain, Provence-Alpes-Côte d’Azur
- Fonds Régional d’Art Contemporain, Languedoc-Roussillon
- Fonds Régional d’Art Contemporain, Haute-Normandie